# Dipterocarpus kunstleri
Dipterocarpus kunstleri är en tvåhjärtbladig växtart som beskrevs av George King. Dipterocarpus kunstleri ingår i släktet Dipterocarpus och familjen Dipterocarpaceae. Inga underarter finns listade i Catalogue of Life.